# Another Genesis
『The Spirits of TSUBURAYA PRODUCTION WORLD Another Genesis』（アナザージェネシス）は、アスキー・メディアワークスから発行されている模型雑誌『電撃ホビーマガジン』において2011年9月号 - 2012年5月号まで連載されたウルトラシリーズを題材とした足木淳一郎の小説。挿絵は後藤正行が担当している。

## 概要
従来のウルトラシリーズテレビ作品とは異なる世界観を舞台に、“光の国の消滅”という事件に翻弄される登場人物たちを描く。
劇場作品『大怪獣バトル ウルトラ銀河伝説 THE MOVIE』同様、「牢獄から脱出するベリアル」「光の国が壊滅する」「新たな戦士が主人公」と共通点が複数あるが、ストーリーはよりシリアスかつハードなものとなっている。ウルトラマンらのデザインも大幅にアレンジされ、クリーチャー的なデザインになっている。全体的に広大な宇宙を舞台としていることもあって、どこか神話的な群像劇の様相を呈している。
『電撃ホビーマガジン』2012年5月号の第9話にて第一部が完結した。
雑誌掲載以外の書籍収録はされてないが、2021年3月17日に開設された円谷プロの公式定額制デジタル・プラットフォーム・サービス「TSUBURAYA IMAGINATION」にてプレミアムプラン向けの配信が開始された。

## あらすじ
宇宙のどこかにある「闇の牢獄」に何万年もの永きにわたり捕えられていたウルトラマンベリアル。だがある時、その未来永劫動くはずのない緊縛に僅かな弛みが生じ、それを機にベリアルは牢獄を破壊して脱獄。自らを幽閉した光の国に復讐すべく、光球を放って光の国を僅か数分で跡形もなく消し飛ばした。光の国の破片は無数の流星となって宇宙に散らばり、宇宙全土の生物たちに影響を及ぼす。

## 登場人物

### 超人
ブラスト
本作品の主人公。第1話から登場。元々は地球人の兵士で、名前は本名ではなく「爆弾みたいな奴」という意味の仲間から呼ばれる徒名。宇宙の辺境の惑星で侵略軍として敵兵と交戦していた最中、宇宙から降ってきた光の国の破片と接触し、本人の意思とは無関係に半超人へと変貌した。
その後、数百年以上に亘って宇宙を放浪する間に、光の国の戦士と同程度の数十倍の体躯に巨大化。右腕から光線技「ヴォルテック・インパクト」を放つことができるが、力を制御できておらず、異次元の怪物に使用した際は右腕を負傷してしまった。
キング星に辿り着き自らの力の発祥を知るが、突如現れたウルトラマンに光の国の破片を奪われ絶命する。その亡骸は巨大な王の魂に見下ろされていた。
人間だったころの姿は第6・9話の挿絵に描かれている。
出自こそ異なるが、セブン・レオ・グレンファイヤーとかかわりがあり、また青と赤の光を受け入れるシーンなど、ウルトラマンゼロを彷彿とさせる描写が多く存在する。
ウルトラマンベリアル
第1話に登場。映画『大怪獣バトル ウルトラ銀河伝説 THE MOVIE』と異なり、牢獄に偶然生じた僅かな歪みを機に脱獄、永きに亘る憎悪の対象であった光の国を呆気なく破壊、復讐を果たした。その後は闇に姿を消す。
原典作品よりも筋肉質かつ怪物然としたデザインになっている。
ウルトラマン
第2話に登場。光の国の消滅を知って絶望し、自身の壊れそうな心を繋ぎ止めるためにも、宇宙を駆け巡り光の国の破片を全て回収することを決意する。
第9話にて再登場、キング星の神殿を襲撃してレオを屠った後、圧倒的な実力差でブラストの光の国の破片を奪い去った。
デザインは生物的なイメージが強調されている。第9話では銀色の体色以外ベリアルに酷似した姿に変貌し、その姿を見たレオも一瞬ベリアルと見違えた。
ウルトラセブン
第3話から登場。真っ赤な鎧に外套を羽織ったような姿をした超人。光の国の消滅後、光の国の破片の力を行使する者を監視している。ブラストに光の国の破片を追うことを促しつつ、光の力を使いこなせなければ彼を討つ意思を示している。本作品では巨大な鉈（挿絵ではアイスラッガーの形状）を武器として用いる。
ウルトラマンとは逆に鎧を強調したデザインとなっており、口元も装甲で覆われ、騎士然としている。
＜武を司る神＞ジャック
第5話に登場。半人半馬のケンタウロスのような外見をした超人。聖牛オクスターの角を削りあげた弓を武器とする。
エースとタロウとは故郷を同じくする盟友だったが、光の国の消滅時に恋人を失い、光の欠片に宿る神秘の力で蘇らせるために三人で争奪戦を繰り広げる。
三人の戦いの末、光の欠片が流れ着いた惑星の文明は荒廃し、惑星そのものに対するダメージによって惑星で一番大きな火山・アバンの噴火を招いてしまう。僅かに生き残った惑星の先住民族が滅亡に瀕するのを見たジャックは自分たちの所業を悔い、最期は三人共に火口に身を投じ、山の怒りを鎮めた。
＜月の女神＞エース
第5話に登場。背に天使の羽を生やした女性の超人。天女アプラサールの加護を受けている。
光の国の消滅時に夫を失い、ジャックとタロウを相手に光の欠片を奪い合ったが、最終的には自分たちの所業を悔い、火口に身を投じる。
歴代ウルトラシリーズでも初の「完全な女性格のエース」として描かれている。
＜荒ぶる闘神＞タロウ
第5話に登場。半人半魚（正確にはひざ下が魚のようになっている）の姿をした超人。三叉の矛を武器とする。
光の国の消滅時に母を失い、伝説の海獣ダカールの毒墨をもってジャックとエースに対したが、最終的には自分たちの所業を悔い、火口に身を投じる。
非常に筋肉質なデザインのほか、オリジナルにはなかったひげ（体毛）が追加されている。
＜青白い巨人＞、＜赤黒い巨人＞
第6話に登場。ブラストの精神の海で争っていた、それぞれ理性（ルナ）と本能（コロナ）を象徴する二つの影。最終的には誰よりも人間であることを望み、清濁を切り離すことを拒んだブラストによって双方とも受け入れられた。
デザインは理性（ルナ）が光を宿す水のような透明な体の滑らかなシルエットなのに対し、本能（コロナ）は刺々しい赤と黒のパーツで構成された怪物然としたデザインになっている。頭部の鶏冠など一部を除きデザインは大幅に変更されている。
ティガ
第7話に登場。他者の命を奪うことを生きる目的としていたが、光の欠片に出会い理性（ルナ）を選んだことで、生きる目的を今までの非道を贖罪することに変えた男。
かつての自分を思わせるミラーマスターに応戦するが、自らの本質を見抜かれ、ミラーマスターが作り出した鏡の中の過去の自分によって闇の牢獄に引きずり込まれた。
設定は劇場版に準じており、デザインもウルトラマン同様と思われるコンセプトでアレンジされているほかは、オリジナルのマルチタイプから大きな変化はない。
無頼の漢＜父＞
第8話に登場。宇宙海賊を束ねる船長。かつての友に光の国を破壊され、妻子を失ったことで宇宙海賊となり、光の国の破片を回収して王国再建とベリアル打倒を成し遂げようとしている。ブラストの体内の破片を狙って襲撃したが、グレンファイヤーによって阻まれる。
眼帯やフック状の義手など海賊を思わせる姿に描かれており、片方の角も中腹で失われている。また、ひげも体毛として描かれている。
グレンファイヤー
第8話に登場。宇宙海賊に襲われたブラストを救出し、キング星に行くように導いた。強力な爆炎を伴った「ウルトラダイナマイト」を使う。その姿を見た＜父＞は息子が転生した姿と確信している。
頭部のデザインがグレンファイヤーのデザイン元であるファイヤーマンに酷似した物となっているほか、ベースカラーもオレンジになっている。
獅子＜レオ＞
第9話に登場。獅子の鎧を纏う超人。キング星の神殿にてブラストを迎え入れ、光の国消滅の真相を伝えるも、その直後にウルトラマンの襲撃に遭い光輪の一撃に倒れる。
頭部には毛髪が生えているほか、キングマントをアレンジしたようなマントを羽織っている。
王
第9話に登場。長年ベリアルを神通力にて闇の牢獄に封じていたが、崩御したことによりベリアルの脱獄を許し、光の国の消滅に繋がっていく。肉体は滅びているがその魂は健在で、死したブラストの亡骸を見下ろす。

### 怪獣
アントラー
第2話に登場。砂漠の惑星に生息する巨獣で、光の国の破片を取り込んだことにより超巨大怪獣へと変貌している。ウルトラマンとの死闘の末に体内から光の国の破片を奪い取られ、止めを刺された。
デザインはより昆虫性を押し出したものとなっている。
異次元の怪物
第3話に登場。宇宙を放浪していたブラストが数百年ぶりに出会った相手。ブラストに襲いかかったが、ウルトラセブンの介入もあり、逆にブラストのヴォルテック・インパクトを受けて倒された。
アイアンロックス、キングジョー、ジャンボット
第4話に登場。本来はブラストが人間だったころの同僚「ロックス伍長」「ジョー」「ジャン」だったが、超人化した際に暴走したブラストに殺害され、その光の力を受けて近辺の兵器を吸収し、己の意思を失った機人と化してしまった。ブラストが超人化した惑星で待ち受けており、彼を襲撃するもヴォルテック・インパクトを受けて全滅。ジャンボットは今際の際にブラストに手を差し伸べるも、直後に事切れた。
キングジョー以外は原典作品と色が異なり、アイアンロックスは赤、ジャンボットは緑となっている。
破壊の神＜ミラーマスター＞
第7話に登場。かつては2次元世界に住む肉体を持たない精神生命体の一人であったが、漆黒の体をした男によって光る欠片を与えられ、本能（コロナ）に支配されることにより肉体を生成し、2次元世界を滅ぼした破壊の神。
ティガに突如襲いかかったのち、巧みな話術によって錯乱したティガを作り出した鏡によって闇の牢獄に引きずり込むと、次の標的を求めて姿を消した。
名前は原典作品におけるミラーナイトの初期名称と同一。デザインは怪物然としたものと、青いクリスタルの塊のようなものの2種類がある。どちらも原典のミラーナイトの特徴は薄く、辛うじて怪物然とした姿の頭部に輝く十字マークなどが残るのみとなっている。

### その他
老人
第5話に登場。ブラストの数十分の一ほどの大きさしかない老人。かつてジャック・エース・タロウが光の欠片の争奪戦を繰り広げた惑星の住民で、数千年前の先祖の代より語り継がれてきた神話をブラストに教えた。
王の眷属
第9話に登場。十二宮に対応する巨人たち。光の国の消滅時にキング星の神殿にて獅子（レオ）から王の崩御を知らされ、光の欠片＜エボル＞を監視することを決意する。その時、獅子の召集に集まったのは金牛・巨蟹・獅子＜レオ＞・処女・天秤＜ライブラ＞・天羯・宝瓶＜アクエリウス＞の7人だけであった。

## 各話リスト
1. 絶望の流星（『電撃ホビーマガジン』2011年9月号掲載）
2. 殉教の巨人（『電撃ホビーマガジン』2011年10月号掲載）
3. 歴戦の使者（『電撃ホビーマガジン』2011年11月号掲載）
4. 無機の邂逅（『電撃ホビーマガジン』2011年12月号掲載）
5. 悠久の神典（『電撃ホビーマガジン』2012年1月号掲載）
6. 螺旋の倫理（『電撃ホビーマガジン』2012年2月号掲載）
7. 暗黒の鏡神（『電撃ホビーマガジン』2012年3月号掲載）
8. 紅炎の連環（『電撃ホビーマガジン』2012年4月号掲載）
9. 異界の創世（『電撃ホビーマガジン』2012年5月号掲載）